# Milionia aetheria
Milionia aetheria är en fjärilsart som beskrevs av Turner 1947. Milionia aetheria ingår i släktet Milionia och familjen mätare. Inga underarter finns listade i Catalogue of Life.